# Malovan (przełęcz)
Malovan – przełęcz górska w Bośni i Hercegowinie. Przez Malovan przechodzi droga magistralna M-16, która łączy Kupres, poprzez Kupreško polje z Livnem i Livanjskim poljem oraz Tomislavgradem i Duvanjskim poljem. Spod przełęczy Malovan wypływa rzeka podziemna Šujica.
W pobliżu znajdują się miejscowości Gornji Malovan i Donji Malovan.